# Новопичуговский сельсовет
Новопичуговский сельсовет — сельское поселение в Ордынском районе Новосибирской области Российской Федерации.
Административный центр — село Новопичугово.

## История
Статус и границы сельского поселения установлены Законом Новосибирской области от 2 июня 2004 года № 200-ОЗ «О статусе и границах муниципальных образований Новосибирской области»

## Население
| 2002 | 2010  | 2012  | 2013  | 2014  | 2015 | 2016 |
| ---- | ----- | ----- | ----- | ----- | ---- | ---- |
| 1123 | ↘1006 | ↗1041 | ↘1018 | ↗1020 | ↘998 | ↘979 |
| 2017 | 2018  | 2019  | 2020  | 2021  |      |      |
| ↗991 | ↗1013 | ↗1030 | ↗1033 | ↗1035 |      |      |

## Состав сельского поселения
| № | Населённый пункт | Тип населённого пункта       | Население |
| - | ---------------- | ---------------------------- | --------- |
| 1 | Новопичугово     | село, административный центр | ↗1035     |